# Liste der Kulturdenkmäler in Lautersheim
In der Liste der Kulturdenkmäler in Lautersheim sind alle Kulturdenkmäler der rheinland-pfälzischen Ortsgemeinde Lautersheim aufgeführt. Grundlage ist die Denkmalliste des Landes Rheinland-Pfalz (Stand: 27. November 2018).

## Einzeldenkmäler
| Bezeichnung                   | Lage                                          | Baujahr | Beschreibung | Bild            |
| ----------------------------- | --------------------------------------------- | ------- | --- | --------------- |
| Friedhofstor und Grabmäler    | Friedhofstraße, auf dem Friedhof Lage         | ab 1846 | Friedhofstor, bezeichnet 1846; Grabmäler: Johann Adam Mann († 1886), Ädikula, signiert Wahl U. Damy Ebertsheim, sowie zwei Eichenstamm-Stelen                                      | Fotos hochladen |
| Spritzenhaus                  | Friedhofstraße 7 Lage                         | 1891    | ehemaliges Spritzenhaus; neuromanischer Treppengiebelbau, 1891 | Fotos hochladen |
| Hofanlage                     | Göllheimer Straße 8 Lage                      | 1854    | Vierseithof; eingeschossiges Wohnhaus mit Kniestock, 1854, Scheune, Stalltrakt mit Gewölbeställen, bezeichnet 1863; straßenbildprägend mit Göllheimer Straße 10                    | Fotos hochladen |
| Wohnhaus                      | Göllheimer Straße 10 Lage                     | 1861    | eingeschossiges Wohnhaus mit Kniestock, 1861; straßenbildprägend mit Göllheimer Straße 8                                                                                           | Fotos hochladen |
| Gasthaus                      | Hauptstraße 2 Lage                            | 1845    | Dorfgasthaus; repräsentativer spätklassizistischer Putzbau, 1845; Wirtschaftsgebäude                                                                                               | Fotos hochladen |
| Hofanlage                     | Hauptstraße 4 Lage                            | 1854    | Vierseithof; spätklassizistisches Wohnhaus, bezeichnet 1854 | Fotos hochladen |
| Kindergarten                  | Hauptstraße 8 Lage                            | 1828    | ehemaliges Schulhaus, seit 1993 Kindergarten; eingeschossiger Krüppelwalmdachbau auf hohem Sockel, 1828                                                                            | Fotos hochladen |
| Wohnhaus                      | Hauptstraße 11 Lage                           | 1831    | spätklassizistischer Putzbau, bezeichnet 1831 | Fotos hochladen |
| Protestantische Kirche        | Hauptstraße 12 Lage                           | 1837–46 | Rotsandsteinquader-Saalbau im Rundbogenstil, bezeichnet 1837, 1837–46, Architekt August von Voit; Ausstattung, Walcker-Orgel von 1870; mit den beiden Schulhäusern ortsbildprägend | Fotos hochladen |
| Grabstein                     | Hauptstraße, bei Nr. 12 auf dem Kirchhof Lage | 1844    | Grabstele für Pfarrer Karl Brachel († 1844) | BW              |
| Wohnhaus                      | Hauptstraße 13 Lage                           | um 1800 | spätbarockes Wohnhaus, um 1800, Umbau bezeichnet 1827, überbaute Hofeinfahrt mit Mansarddach                                                                                       | Fotos hochladen |
| Wohnhaus                      | Hauptstraße 27 Lage                           | 1843    | eingeschossiges Wohnhaus mit spätklassizistischer Rotsandsteinquaderfassade, bezeichnet 1843;                                                                                      | BW              |
| Katholische Kirche St. Joseph | Neugasse 9 Lage                               | 1912    | Notkirche; aufgesockelter barackenartiger Saal, Türmchen mit Pyramidendach, 1912                                                                                                   | Fotos hochladen |